# Cakaudrove
Cakaudrove – prowincja w Dystrykcie Północnym, w Fidżi. W 2017 roku zamieszkiwało ją 50 447 osób. Powierzchnia Cakaudrove wynosi 2816 km². Położona jest na Vanua Levu, w jej skład wchodzą również wyspy Taveuni, Rabi oraz Kioa. Głównym miastem prowincji jest Savusavu.